# Filmografia de Andy Warhol
Os filmes a seguir foram dirigidos e produzidos por Andy Warhol.
| Ano  | Filme                                                | Elenco | Notas                                                      |
| ---- | ---------------------------------------------------- | --- | ---------------------------------------------------------- |
| 1963 | Sleep                                                | John Giorno | O tempo corrente do filme é superior a 320 minutos         |
| 1963 | Andy Warhol Films Jack Smith Filming Normal Love     | |                                                            |
| 1963 | Sarah-Soap                                           | |                                                            |
| 1963 | Denis Deegan                                         | |                                                            |
| 1963 | Kiss                                                 | |                                                            |
| 1963 | Rollerskate/Dance Movie                              | |                                                            |
| 1963 | Jill and Freddy Dancing                              | |                                                            |
| 1963 | Elvis at Ferus                                       | |                                                            |
| 1963 | Taylor and Me                                        | |                                                            |
| 1963 | Tarzan and Jane Regained... Sort of                  | |                                                            |
| 1963 | Duchamp Opening                                      | |                                                            |
| 1963 | Salome and Delilah                                   | |                                                            |
| 1963 | Haircut No. 1                                        | |                                                            |
| 1963 | Haircut No. 2                                        | |                                                            |
| 1963 | Haircut No. 3                                        | |                                                            |
| 1963 | Henry in Bathroom                                    | |                                                            |
| 1963 | Taylor and John                                      | |                                                            |
| 1963 | Bob Indiana, Etc.                                    | |                                                            |
| 1963 | Billy Klüver                                         | |                                                            |
| 1963 | John Washing                                         | |                                                            |
| 1963 | Naomi and John                                       | |                                                            |
| 1964 | Screen Tests                                         | |                                                            |
| 1964 | Naomi and Rufus Kiss                                 | |                                                            |
| 1964 | Blow Job                                             | DeVeren Bookwalter | Filme mudo                                                 |
| 1964 | Jill Johnston Dancing                                | |                                                            |
| 1964 | Shoulder                                             | |                                                            |
| 1964 | Eat                                                  | Robert Indiana |                                                            |
| 1964 | Dinner At Daley's                                    | |                                                            |
| 1964 | Soap Opera                                           | |                                                            |
| 1964 | Batman Dracula                                       | |                                                            |
| 1964 | Three                                                | |                                                            |
| 1964 | Jane and Darius                                      | |                                                            |
| 1964 | Couch                                                | |                                                            |
| 1964 | Empire                                               | | O tempo corrente do filme é superior a 8 horas e 5 minutos |
| 1964 | Henry Geldzahler                                     | |                                                            |
| 1964 | Taylor Mead's Ass                                    | Taylor Mead |                                                            |
| 1964 | Six Months                                           | |                                                            |
| 1964 | Mario Banana                                         | |                                                            |
| 1964 | Harlot                                               | |                                                            |
| 1964 | Mario Montez Dances                                  | |                                                            |
| 1964 | Isabel Wrist                                         | |                                                            |
| 1964 | Imu and Son                                          | |                                                            |
| 1964 | Allen                                                | |                                                            |
| 1964 | Philip and Gerard                                    | |                                                            |
| 1964 | 13 Most Beautiful Women                              | |                                                            |
| 1964 | 13 Most Beautiful Boys                               | |                                                            |
| 1964 | 50 Fantastics and 50 Personalities                   | |                                                            |
| 1964 | Pause                                                | |                                                            |
| 1964 | Messy Lives                                          | |                                                            |
| 1964 | Lips                                                 | |                                                            |
| 1964 | Apple                                                | |                                                            |
| 1964 | The End of Dawn                                      | |                                                            |
| 1965 | John and Ivy                                         | |                                                            |
| 1965 | Screen Test #1                                       | |                                                            |
| 1965 | Screen Test #2                                       | |                                                            |
| 1965 | The Life of Juanita Castro                           | |                                                            |
| 1965 | Drink                                                | |                                                            |
| 1965 | Suicide                                              | |                                                            |
| 1965 | Horse                                                | |                                                            |
| 1965 | Vinyl                                                | |                                                            |
| 1965 | Bitch                                                | |                                                            |
| 1965 | Poor Little Rich Girl                                | Edie Sedgwick |                                                            |
| 1965 | Face                                                 | |                                                            |
| 1965 | Restaurant                                           | |                                                            |
| 1965 | Kitchen                                              | |                                                            |
| 1965 | Afternoon                                            | |                                                            |
| 1965 | Beauty No. 1                                         | Edie Sedgwick |                                                            |
| 1965 | Beauty No. 2                                         | Edie Sedgwick |                                                            |
| 1965 | Space                                                | |                                                            |
| 1965 | Factory Diaries                                      | |                                                            |
| 1965 | Outer and Inner Space                                | |                                                            |
| 1965 | Prison                                               | |                                                            |
| 1965 | The Fugs and The Holy Modal Rounders                 | |                                                            |
| 1965 | Paul Swan                                            | |                                                            |
| 1965 | My Hustler                                           | |                                                            |
| 1965 | My Hustler II                                        | |                                                            |
| 1965 | Camp                                                 | |                                                            |
| 1965 | More Milk, Yvette                                    | |                                                            |
| 1965 | Lupe                                                 | |                                                            |
| 1965 | The Closet                                           | |                                                            |
| 1966 | Ari and Mario                                        | |                                                            |
| 1966 | 3 Min. Mary Might                                    | |                                                            |
| 1966 | Eating Too Fast                                      | |                                                            |
| 1966 | The Velvet Underground and Nico: A Symphony of Sound | |                                                            |
| 1966 | The Velvet Underground A.K.A. Moe in Bondage         | Moe Tucker, John Cale, Sterling Morrison, Lou Reed |                                                            |
| 1966 | Hedy                                                 | |                                                            |
| 1966 | Rick                                                 | |                                                            |
| 1966 | Withering Heights                                    | |                                                            |
| 1966 | Paraphernalia                                        | |                                                            |
| 1966 | Whips                                                | |                                                            |
| 1966 | Salvador Dalí                                        | |                                                            |
| 1966 | The Beard                                            | |                                                            |
| 1966 | Superboy                                             | |                                                            |
| 1966 | Patrick                                              | |                                                            |
| 1966 | Chelsea Girls                                        | |                                                            |
| 1966 | Bufferin                                             | |                                                            |
| 1966 | Bufferin Commercial                                  | |                                                            |
| 1966 | Susan-Space                                          | |                                                            |
| 1966 | The Velvet Underground Tarot Cards                   | John Cale, Nico, Susan Bottomly, Mary Woronov, Ingrid Superstar, Eric Emerson, John Wilcock, Lou Reed, Angelina "Pepper" Davis, Maureen Tucker, Sterling Morrison, Danny Williams |                                                            |
| 1966 | Nico/Antoine                                         | |                                                            |
| 1966 | Marcel Duchamp                                       | |                                                            |
| 1966 | Dentist: Nico                                        | |                                                            |
| 1966 | Ivy                                                  | |                                                            |
| 1966 | Denis                                                | |                                                            |
| 1966 | Ivy and Denis I                                      | |                                                            |
| 1966 | Ivy and Denis II                                     | |                                                            |
| 1966 | Tiger Hop                                            | |                                                            |
| 1966 | The Andy Warhol Story                                | |                                                            |
| 1966 | Since                                                | |                                                            |
| 1966 | The Bob Dylan Story                                  | |                                                            |
| 1966 | Mrs. Warhol                                          | |                                                            |
| 1966 | Kiss the Boot                                        | |                                                            |
| 1966 | Nancy Fish and Rodney                                | |                                                            |
| 1966 | Courtroom                                            | |                                                            |
| 1966 | Jail                                                 | |                                                            |
| 1966 | Alien in Jail                                        | |                                                            |
| 1966 | A Christmas Carol                                    | |                                                            |
| 1966 | Four Stars aka ****                                  | | O tempo corrente do filme é superior a 25 horas            |
| 1967 | Imitation of Christ                                  | |                                                            |
| 1967 | Ed Hood                                              | |                                                            |
| 1967 | Donyale Luna                                         | |                                                            |
| 1967 | I, a Man                                             | |                                                            |
| 1967 | The Loves of Ondine                                  | |                                                            |
| 1967 | Bike Boy                                             | |                                                            |
| 1967 | Tub Girls                                            | |                                                            |
| 1967 | The Nude Restaurant                                  | |                                                            |
| 1967 | Construction-Destruction-Construction                | |                                                            |
| 1967 | Sunset                                               | |                                                            |
| 1967 | Withering Sighs                                      | |                                                            |
| 1967 | Vibrations                                           | |                                                            |
| 1968 | Lonesome Cowboys                                     | |                                                            |
| 1968 | San Diego Surf                                       | |                                                            |
| 1968 | Flesh                                                | |                                                            |
| 1969 | Blue Movie                                           | |                                                            |
| 1969 | Trash                                                | Joe Dallessandro, Holly Woodlawn |                                                            |
| 1970 | Women in Revolt                                      | |                                                            |
| 1971 | Water                                                | |                                                            |
| 1971 | Factory Diaries                                      | |                                                            |
| 1972 | Heat                                                 | |                                                            |
| 1973 | L'Amour                                              | |                                                            |
| 1973 | Flesh for Frankenstein                               | |                                                            |
| 1974 | Blood for Dracula                                    | |                                                            |
| 1973 | Vivian's Girls                                       | |                                                            |
|      | Phoney                                               | |                                                            |
| 1975 | Nothing Special footage                              | |                                                            |
| 1975 | Fight                                                | |                                                            |
| 1977 | Andy Warhol's Bad                                    | |                                                            |